# ریمند ویلسون (فیزیکدان)
ریمند ویلسون (انگلیسی: Raymond Neil Wilson؛ زاده ۲۳ مارس ۱۹۲۸ - درگذشته ۱۶ مارس ۲۰۱۸) یک ستاره‌شناس اهل بریتانیا بود.
وی برنده جوایزی همچون جایزه کاولی شد.